# Revenge of the Man Crab
Chapter 4: Revenge of the Man Crab (Capítulo 4: La Venganza del Hombre Cangrejo en América Latina, y La Venganza del Hombre Cangrejo en España), es el cuarto episodio de la primera temporada de la serie de televisión animada Scooby-Doo! Misterios, S. A..
El guion principal fue elaborado por Adam Beechen, y enviado a la producción en el año 2009, siendo esta la primera colaboración de Beechen para una serie con personajes de Hanna-Barbera. El episodio fue grabado en 2010, con Victor Cook a cargo de la dirección. El episodio fue producido por la compañía Warner Bros. Animation, a manera de secuela de la serie original de Hanna-Barbera Productions, Scooby-Doo ¿dónde estás? (1969).
Se estrenó oficialmente en los Estados Unidos el 2 de agosto de 2010 por Cartoon Network. En Hispanoamérica y Brasil, el episodio se estrenó oficialmente el 27 de marzo de 2011 a las 17:00 a través de Cartoon Network.

## Argumento
En una playa de Gruta de Cristal, una pareja de adolescentes se prepara para el torneo de Voleibol que se celebrará allí en el futuro. La caprichosa Brenda se queja del duro trabajo y le pide a su novio Dilan que le dé agua dietética Trickle's Triquids, pero justo antes de retirarse, aparece un gigantesco cangrejo de enormes garras que se lleva a Brenda bajo la arena. Dilan ignora sus gritos de dolor, creyendo que se trata de una broma, hasta que también es secuestrado por la descomunal bestia.

Al día siguiente, Misterio a la Orden asiste al torneo de voleibol, patrocinado por Peter Trickle, inventor de las botellas de agua saludables Trickle's Triquids y presidente de la compañía que las vende y fabrica. Shaggy, Vilma y Scooby se dirigen a comer en la cabaña de Skipper Shelton, quien está muy enojado porque cada vez que había un gran evento en la playa, el gobierno del pueblo cambiaba de lugar su restaurante. Shaggy le había prometido a su novia Vilma evadir la comida chatarra, por lo que decide empezar a comer cosas saludables, para sorpresa de Scooby. Fred y Daphne entran para decirles que ya va a comenzar el partido, Vilma y Shaggy tratan de pasar tiempo solos, pero Scooby los interrumpe. Fred se encuentra observando las redes, imaginando cuán resistentes serían para una buena trampa, mientras Daphne lo observa celosa. A mitad del torneo, el Hombre Cangrejo reaparece, atacando a todos incluyendo a la pandilla. En medio del fragor del ataque, el molusco gigante secuestra a una de las jugadoras, desapareciendo con ella y dejando a los chicos confundidos.

Sin que Peter Trickle ni el Sheriff Stone les hicieran caso y cerraran la playa por motivos de seguridad, el grupo se ve comprometido a resolver el misterio, y más cuando encuentran un extraño cacillero de arena marcado con el nombre de Skiper Shelton, quien tiene motivos para querer sacar a todos de la playa. Fred le sugiere a Daphne actuar como señuelo haciéndose pasar por una jugadora, diciendo que ningún Hombre Cangrejo se resistiría a llevarla a la arena, y ella acepta, alagada. Daphne se pone un provocativo traje de baño para impresionar a Fred, pero solo llama la atención de Vilma, quien al ir a ver si estaba lista para el plan, le pregunta si el ser mandona con un chico es atractivo, a lo que Daphne responde que sí. El Hombre Cangrejo aparece, deja fuera de combate a Vilma y comienza a perseguir a Daphne por todo el estacionamiento. Scooby y Shaggy esperan al monstruo para capturarlo, pero Shaggy cae preso en la trampa cuando intentaba comer comida chatarra, persuadido por su amigo Scooby. En consecuencia, Daphne es capturada por el Cangrejo que se la lleva a las profundidades de la arena, para el horror de Fred quien queda en un estado de pánico total e intenta desesperadamente rescatarla.

La pérdida de Daphne afecta tanto a Freddy que, en vez de hacer un plan de rescate como siempre lo ha hecho, ha seguido cavando en todas partes, incluso en el piso de la Máquina del Misterio y en la estación de radio. Pese a que Vilma está allí para calmarlo, Shaggy se siente en parte culpable por lo que pasó, pero ninguno de ellos puede hacer nada, hasta que llaman a la puerta del estudio de Angel Dynamita. Los chicos reciben un paquete del Señor E, que contiene un artículo de periódico muy antiguo con la fotografía rasgada de 3 jóvenes y un perico. El artículo habla sobre la desaparición de cuatro muchachos en las cuevas de Gruta de Cristal, ocurrida años atrás. Impulsados a investigar por la voz del Señor E, Vilma guía al grupo a la biblioteca, donde hallan un artículo de Skipper Shelton, su principal sospechoso. Según el artículo, Skipper juró "tomar acciones drásticas" contra el pueblo cuando movieron su cabaña por primera vez, el mismo año en que desaparecieron los chicos. Debajo, Skipper aparece en una foto con un muchacho con un lunar en una de sus mejillas. Vilma también descubre que las minas de Gruta de Cristal están ubicadas debajo de la playa donde se juega el torneo de voleibol.

Al llegar a las cuevas, la pandilla descubre una enorme escalera que va hacia la superficie y una jaula donde se encuentran Daphne y todos los que habían sido secuestrados por la criatura. Fred, que hasta ahora no había sido capaz de hablar de otra cosa más que de ella, se ve feliz de encontrarla, pero distraído otra vez por su pasión de armar trampas. Scooby los libera, pero antes de poder salir del lugar, aparece el Hombre Cangrejo que los ataca y empieza a perseguir a Shaggy y Scooby. Siguiendo el aroma de la comida de Skipper Shelton, Shaggy y Scooby logran encontrar a Vilma y ponerse a salvo guiándose hasta la salida. Los tres ascienden a la superficie, destruyendo violentamente la escalera en el proceso, y el cangrejo cae víctima de la trampa y es capturado, perdiendo varios de sus miembros que resultan ser mecánicos. Dándose cuenta de que la comida chatarra había salvado el día, Vilma piensa dejar que Shaggy coma lo que guste, respetando sus decisiones. Todos están seguros de encontrar a Skipper Shelton detrás del disfraz, pero Skipper se presenta en la escena (había estado todo este tiempo en la lavandería). Para sorpresa de los chicos, el cangrejo resulta ser Bud Shelton, la mascota vendedora de las botellas y el mismo muchacho con el lunar de la fotografía. El joven les explica que trataba de vengarse de Peter Trickle, porque él le robó su invento: la idea de las botellas Triquids, sin darle ningún crédito ni decir siquiera por favor. Bud decidió arruinar el torneo secuestrando a las competidoras de voleibol y llevándolas bajo la arena usando las escaleras que él mismo había construido, y firmando el cacillero donde guardaba el disfraz de Hombre Cangrejo con el nombre de Skipper Shelton, para que todos lo culparan a él. Así, Bud Shelton quedaría como el presidente e inventor legítimo de Trickle's Triquids de forma más rápida e infalible, en vez de irse por la vía legal y solo demandar a Trickle, debido a que los abogados tardarían años en el proceso.

De regreso al estudio de Dynamita, Daphne ya sabe lo preocupado que estuvo Freddy cuando ella desapareció, pero él le promete que no volverá a tener sentimientos, temiendo que eso pudiera arruinar su amistad. Daphne, sin embargo, no está dispuesta a darse por vencida. Vilma le enseña a Daphne el artículo del Señor E, y es entonces cuando la pelirroja se da cuenta de que dos de los chicos desaparecidos, son la misma pareja retratada en el medallón con forma de lupa que ella encontró en otras cavernas del pueblo (en el primer episodio). Vilma declara: «¡Parece que tenemos un nuevo misterio en nuestras manos!», ignorando que sus palabras son escuchadas en otro lugar. La conversación es espiada por Angel Dinamita, que no se ve nada feliz al oír los planes de Misterio a la Orden.